# La Tirana (1875)
La Tirana – obraz olejny hiszpańskiego malarza José Casady del Alisala, przedstawiający popularną XVIII-wieczną aktorkę Maríę del Rosario Fernández (1755–1803) nazywaną La Tirana.

## Opis
Obraz powstał ok. 1875 w czasie pobytu malarza w Rzymie, gdzie piastował stanowisko dyrektora Hiszpańskiej Akademii Sztuk Pięknych (Academia Española de Bellas Artes). Inspiracją była postać znanej hiszpańskiej aktorki teatralnej Rosario Fernández. Rosario urodziła się w 1755 w Sewillii, występowała w teatrach w Madrycie, Barcelonie i w królewskich rezydencjach. Zawdzięczała swój przydomek mężowi Franciscowi Castellanosowi, który również był aktorem i często grywał czarne charaktery, a w szczególności tyranów. Z tego powodu partnerująca mu na scenie aktorka zyskała przezwisko La Tirana – Tyranka.
Aktorka bez skrępowania siedzi w zdobionym fotelu, lekko przechyla głowę. Ma na sobie niebieską suknię i wyszywaną złotem efektowną kurtkę toreadora w podobnym kolorze. Portret jest pełen zmysłowości i erotyzmu, które przejawiają się w wyzywającym, leniwym spojrzeniu kobiety oraz geście, którym przykrywa głęboki dekolt brzegiem koronkowej mantyli. Na małym palcu dłoni zawieszony jest oryginalny wachlarz z piór, który pojawia się także na innych obrazach malarza. Haftowana zasłona służy za tło.
Casado del Alisal stosuje drobiazgowe pociągnięcia pędzlem oraz żywe, jaskrawe kolory właściwe dla stylu préciosité, który uprawia naśladując Raimunda de Madrazo. Obraz został dobrze przyjęty przez współczesnych malarzowi krytyków. Wyróżniono światło, kolor i styl, chociaż zarzucano mu brak wdzięku i wyrazistości w ekspresji twarzy aktorki.
U szczytu swojej kariery Rosario Fernández dwukrotnie pozowała Franciscowi Goi do portretów: La Tirana (1792) i La Tirana (1794).